# Синдром героя
Синдром героя — це психологічний розлад, який змушує людину шукати визнання за героїзм, особливо шляхом створення шкідливої ситуації, яку вона потім може вирішити. Це може включати протиправні дії, такі як підпал. Цей термін використовувався для опису поведінки державних службовців, таких як пожежники, медсестри, поліцейські, охоронці та політики. Причини такої поведінки часто різні.
У федеральному дослідженні США понад 80 пожежників-підпалювачів найпоширенішою причиною пожежі було просто бажання її загасити, а не завдати шкоди чи помститися.

## Скринінг
Було розроблено метод відсіву, заснований на тому, що ті, хто вчиняє дії, як правило, молоді і шукають можливість довести або похизуватися своєю хоробрістю. Однак офіційних наукових досліджень синдрому героя немає.